# 596543 Ubu
596543 Ubu este o planetă minoră (asteroid) din centura de asteroizi. A fost descoperită pe 6 noiembrie 2005 la Nogales de Jean-Claude Merlin⁠(d). 
Obiectul prezintă o orbită caracterizată de o semiaxă mare de 3,0430583906399 UAi, o excentricitate de 0,19686516493153, o înclinație de 1,7746824749652 ° în raport cu ecliptica.